# Рука в Руці
Рука в Руці – серія книг про хлопчика Кайю. Серія вийшла у світ 2014 року в тернопільському видавництві «Навчальна книга – Богдан». 

Книги  про Каю перекладені з англійської. Вперше були опубліковані 1987 року в канадському видавництві Chouette Publishing.

## Історія створення
У 1987 році канадка Жосалін Саншаґрен започаткувала серію книг «Рука в руці», на основі якого у світ вийшли історії про хлопчика Каю. Книги про Каю ґрунтуються на працях французького психоаналітика Франсуази Долто (1908–1988), котра відома у світі дослідженнями розвитку дітей. Усі праці психолога ґрунтуються на одній передумові: поваги до дитини як до особистості. Авторами книг про Каю стали Ніколь Надо, Крістін Лєро та Жосалін Саншаґрен. Ілюстрував книги П’єр Бріньо.

## Сюжети книг серії
Кожна книга серії «Рука в руці» – це окрема історія з життя хлопчика Каю. Каю – дев’ятимісячний хлопчик, котрий навіть не має волосся на голові. Він росте разом зі своєю юною аудиторією і супроводжує кожного читача у пізнанні себе та навколишнього світу.
Прототипом Каю, на думку авторів, є кожна дитина, тому й має сприйматися дітьми як собі рівна. Діти швидко ототожнюють себе із ним і знаходять спільні риси, почувають ближчими до нього і краще впізнають себе у кожній історії. 
Так,  кожна книжка серії «Рука в руці» присвячена певній проблемі, яку доводиться долати малюкам у спостиганні світу. Про це свідчать назви книг: «Каю. Пора на горщик», «Каю. Я не голодний», «Каю. Молодша сестричка» тощо. Всі оповідання розповідають про певні труднощі, які виникають у перші роки життя. І головне, що в книгах про Каю ці всі труднощі вирішуються з позиції малюка. Оповідання у доступній формі показують дитині вирішення, скажімо, такої проблеми, як відмова від підгузника («Каю. Жодних підгузників») вчать її не боятися спати вночі («Каю. На добраніч», «Каю. Неспокійний сон»),  слухатися дорослих («Каю. Я не хочу слухатися») тощо.

## Персонажі серії
Окрім маленького Каю, персонажами серії «Рука в руці» є мама, тато, дідусь, бабуся, няня Лізі, сестричка Роззі, ведмедик Тедді. Вони допомагають Каю адаптуватися до реальност та відчути радість життя.

## Педагогічне значення серії
Книги про Каю є посередниками між дітьми та дорослими та іншими дітьми, що відіграють важливу роль у їхньому житті. Кожна книжка про Каю сприяє комунікації між дітьми та дорослими і допомагає малюкам зростати у гармонії з собою та оточуючим світом. Крім того, оповідання про хлопчика Каю допомагають краще зрозуміти психологічний та емоційний розвиток дітей. 

## Екранізація
У 1997 році про хлопчика Каю було створено франко-канадський телевізійний мультиплікаційний серіал «Caillou». 
Перший епізод вийшов у ефір 15 вересня 1997 на каналі Télétoon and Teletoon. Згодом його почали транслювати на каналі Treehouse TV. 
Серіал (так само, як і книжки) було створено французькою мовою, але згодом перекладено англійською.
Мультсеріал про хлопчика Каю вже давно відомий українській аудиторії. 

## Переклади
Книги серії «Рука в руці» здобули величезну популярність у Канаді та Франції. Книги спершу вийшли французькою мовою, але згодом були перекладені англійською та усіма провідними мовами світу. 
Нещодавно книги про хлопчика Каю побачили світ й українською. У 2014 році 12 книг цієї серії опублікувало тернопільське видавництво «Навчальна книга – Богдан». У перекладі Ольги Радчук.

## Цікаві факти
Мультсеріал про хлопчика Каю отримав спеціальну нагороду «The Parents Television Council» (PTC).